# Brigitte Lohse
Brigitte Lohse (* 14. Februar 1965 in Berlin, heute Brigitte Haack) ist eine ehemalige deutsche Volleyball- und Beachvolleyballspielerin.

## Karriere
Brigitte Lohse spielte in den 1980er Jahren Hallenvolleyball beim TSV Rudow Berlin in der Ersten Bundesliga und kam auch in der deutschen Nationalmannschaft zu einigen Einsätzen. In den 1990er Jahren konzentrierte sie sich auf Beachvolleyball und spielte auf nationalen und internationalen Turnieren. Mit Judith Kern wurde sie 1993 Dritte bei der Deutschen Meisterschaft in Timmendorfer Strand. Ein Jahr später wurden Kern/Lohse sogar Deutscher Meister durch einen Sieg im Finale gegen Friedrichsen/Schmidt. Mit Michaela Grohmann nahm sie an der Weltmeisterschaft 1997 in Los Angeles teil. Parallel hierzu war Brigitte Lohse weiterhin in der Halle beim TSV Spandau Berlin in der Zweiten Bundesliga aktiv.